# クイーン・オブ・タイム
『クイーン・オブ・タイム』（Queen of Time）は、フィンランドのヘヴィメタル・バンド、アモルフィスが2018年に発表した13作目のスタジオ・アルバム。

## 背景
2017年にニクラス・エテレヴォリが脱退し、オリジナル・ベーシストのオーリ＝ペッカ・ライネ（2000年脱退）が復帰した。前スタジオ・アルバム『アンダー・ザ・レッド・クラウド』（2015年）に引き続きイェンス・ボグレンがプロデューサーを務め、本作ではボグレンの案により生のストリングスが導入された。ジャケットの絵はハチと頭蓋骨をモチーフとしており、前者は生、後者は死を象徴している。
以前よりバンドと共同作業を続けてきた作詞家のペッカ・カイヌライネンが、本作ではフィンランド語のナレーションでも貢献している。作詞面では、アングラのラファエル・ビッテンコートもラテン語の翻訳で協力した。
イスラエルのアカペラ・グループHellscore、元ザ・ギャザリングのアネク・ヴァン・ガースバーゲン、エルヴェイティのクリゲル・グランツマンとマッテオ・システィを含むゲスト・ミュージシャンが起用され、また、日本盤ボーナス・トラックの「ハニーフロー」にはLOUDNESSの高崎晃が参加した。

## 反響
母国フィンランドでは2018年第21週のアルバム・チャートで初登場1位となり、自身5作目の1位獲得アルバムとなった。スイスでは2018年5月27日付のアルバム・チャートで初登場3位となり、同国における初のトップ10入りを果たした。ドイツのアルバム・チャートでは最高4位を記録し、『アンダー・ザ・レッド・クラウド』に続く2作目のトップ10アルバムとなった。
アメリカでは『ビルボード』のトップ・ヒートシーカーズで3位を記録した。

## 収録曲
全曲とも作詞はペッカ・カイヌライネンによる。
1. ザ・ビー - The Bee – 5:30
  - 作曲：サンテリ・カリオ
2. メッセージ・イン・ザ・アンバー - Message in the Amber – 6:44
  - 作曲：エサ・ホロパイネン
3. ドーター・オブ・ヘイト - Daughter of Hate – 6:20
  - 作曲：エサ・ホロパイネン
4. ザ・ゴールデン・エルク - The Golden Elk – 6:22
  - 作曲：サンテリ・カリオ
5. ロング・ディレクション - Wrong Direction – 5:09
  - 作曲：エサ・ホロパイネン
6. ハート・オブ・ザ・ジャイアント - Heart of the Giant – 6:32
  - 作曲：サンテリ・カリオ
7. ウィ・アカースト - We Accursed – 4:59
  - 作曲：サンテリ・カリオ
8. グレイン・オブ・サンド - Grain of Sand – 4:44
  - 作曲：エサ・ホロパイネン
9. アモングスト・スターズ - Amongst Stars – 4:50
  - 作曲：サンテリ・カリオ
10. パイアーズ・オン・ザ・コースト - Pyres on the Coast – 6:18
  - 作曲：エサ・ホロパイネン

### 日本盤ボーナス・トラック
1. ハニーフロー - Honeyflow - 5:15
  - 作曲：サンテリ・カリオ

### 限定デジパック盤ボーナス・トラック
1. As Mountains Crumble
  - 作曲：オーリ＝ペッカ・ライネ
2. Brother and Sister
  - 作曲：サンテリ・カリオ

## 参加ミュージシャン
- トミ・ヨーツセン - ボーカル
- エサ・ホロパイネン - リードギター
- トミ・コイヴサーリ - リズムギター
- サンテリ・カリオ - キーボード
- オーリ＝ペッカ・ライネ - ベース
- ヤン・レックベルガー - ドラムス

アディショナル・ミュージシャン
- オーファンド・ランド・オリエンタル・オーケストラ - ストリングス
- フランチェスコ・フェリーニ - オーケストラ・アレンジ
- Mümin Sesler - ストリングス指揮
- Hellscore - クワイア
- Noa Gruman - クワイア・アレンジ、指揮
- クリゲル・グランツマン、マッテオ・システィ - ティン・ホイッスル、ロー・ホイッスル
- André Alvinzi - アディショナル・キーボード(on #1)
- Albert Kuvezin - スロート・シンギング(on #1)
- ペッカ・カイヌライネン - ナレーション(on #3)
- ヨルゲン・ミュンケービー（英語版） - サクソフォーン(on #3)
- Affif Merhej - ウード・ソロ(on #4)
- アネク・ヴァン・ガースバーゲン - ボーカル(on #9)
- Per Aldeheim - ボーカル・アレンジ(on #9)
- 高崎晃 - ギター・ソロ(on "Honeyflow")
- Pekko Käppi - ボウド・ライアー(on "Honeyflow")